# SETI

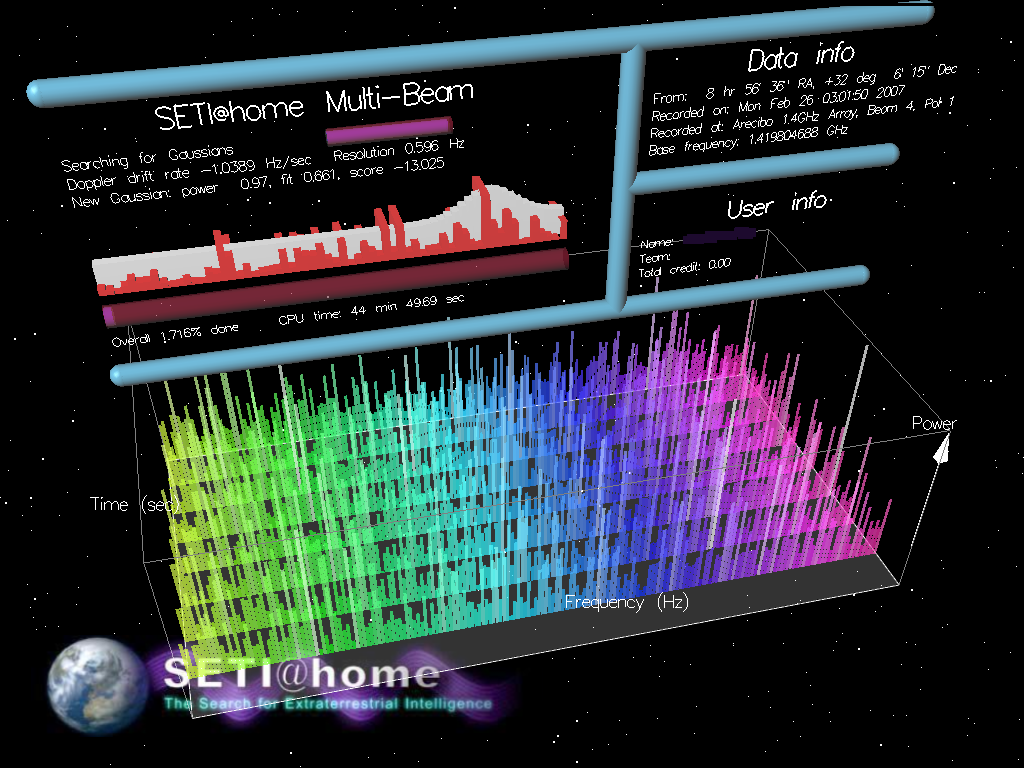
Spořič obrazovky s výpočty SETI@home

SETI (z anglického Search for Extra-Terrestrial Intelligence – Hledání mimozemské inteligence) je projekt zabývající se hledáním mimozemské civilizace pomocí zachycování rádiové komunikace. Předpokládá, že je to nejpravděpodobnější cesta, kterou by mohla ona civilizace s námi komunikovat.

## Historie
Duchovním otcem projektu je Frank Drake, který v roce 1960 použil 25metrového radioteleskopu k prozkoumání rádiových vln z hvězd Tau Ceti a Epsilon Eridani.
V roce 1974 byla pomocí radioteleskopu o průměru 305 metrů v Arecibu do kulové hvězdokupy M13 v souhvězdí Herkula vyslána symbolická zpráva, obsahující základní informace o sluneční soustavě.
Kolem roku 1980 začala být myšlenka velmi populární. Přispěly k tomu především filmy Blízká setkání třetího druhu a E.T. – Mimozemšťan, které natočil Steven Spielberg, či kniha Kontakt, kterou napsal Carl Sagan. Roku 1984 je založena organizace SETI Institute, která tak převzala činnost NASA.
Od roku 2007 je v USA provozován systém 42 radioteleskopů Allen Telescope Array, který se zabývá hledáním podobných radiových signálů. Nachází se v Kalifornii a sestává z relativně jednoduchých 6m antén.

## SETI@home
V roce 1999 byl zahájen projekt SETI@home, který pomocí rozdělování výpočtů mezi dobrovolné uživatele systému analyzoval data, pocházející z radioteleskopu v Arecibu. Tento projekt byl 15. prosince 2005 ukončen s tím, že byl převeden do obecnějšího programu BOINC.